# Chiesa di Santa Lucia in Bussano
La chiesa di Santa Lucia in Bussano è una chiesa parrocchiale della diocesi di Forlì-Bertinoro, appartenente al territorio di Predappio, vicina a Fiumana. Il toponimo pare riferirsi alla presenza di piante di bosso nella zona.

## Storia
Le notizie riguardanti un edificio nella zona, che peraltro prende il nome proprio dalla chiesa, risalgono a una nota del 1084, quando la chiesa viene nominata in un contratto. Nel Medioevo dipendeva dalla Pieve di San Cassiano in Pennino. La chiesa viene inoltre nominata quando si parla di una fortificazione operata da Sinibaldo Ordelaffi. 
Tuttavia nel XVI secolo la struttura viene completamente riedificata, probabilmente non in maniera esatta sul perimetro della chiesa precedente, dunque si può asserire che l'impianto della struttura è cinquecentesco.
La chiesa, piccolo riferimento di una zona di campagna, rimane poco considerata fino al 1910 e poi al 1927, date in cui si opera un restauro notevole della struttura.

## Descrizione

### Esterno

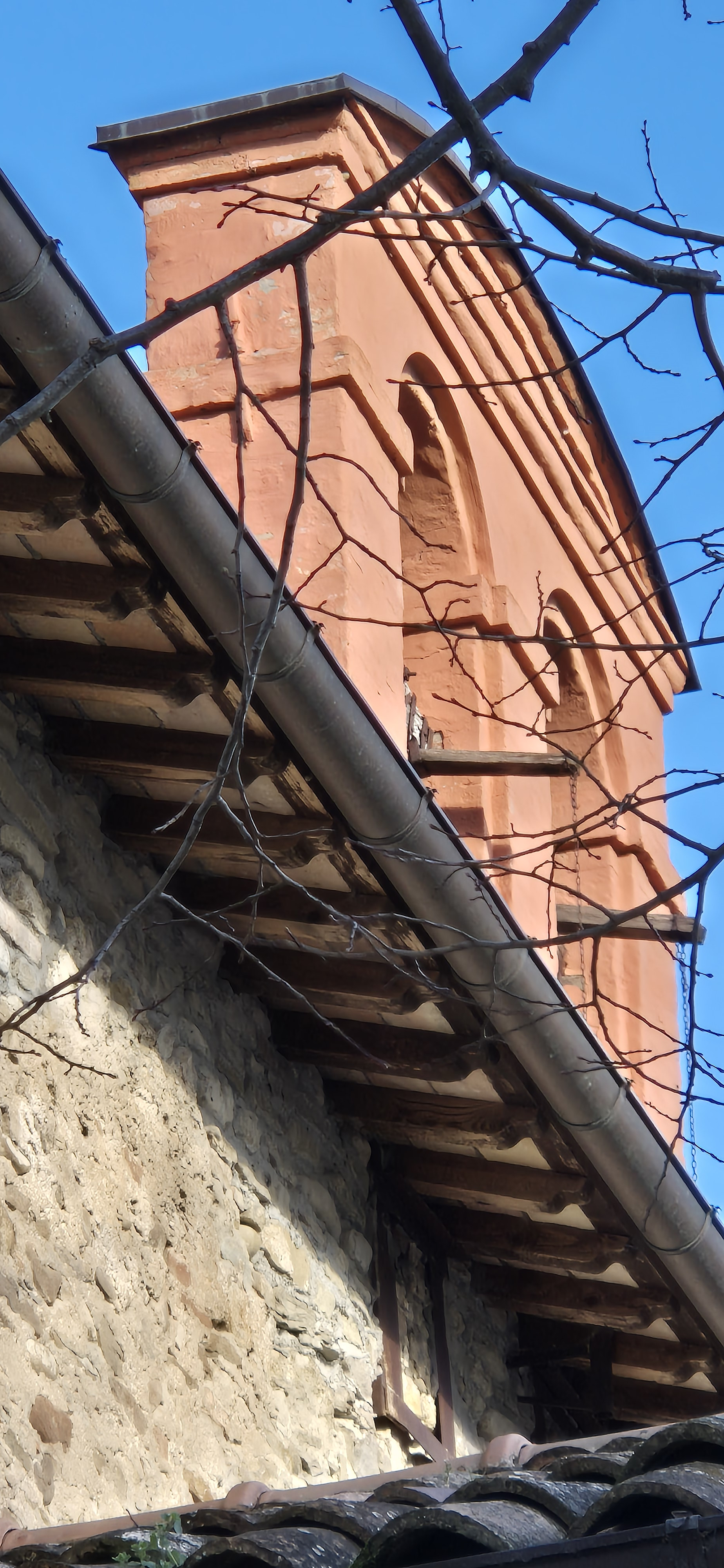
Campanile della chiesa di Santa Lucia in Bussano, Predappio

La chiesa si presenta con facciata a capanna con timpano aggettante e portale timpanato. La struttura è rivestita di intonaco beige, mentre restano i mattoni a vista nelle lesene che profilano la facciata e l'unica apertura, una finestra a forma di lunetta. La profilatura del portale e uno zoccolo nella parte inferiore sono invece realizzate con mattoni dal colore più intenso e dalla superficie più liscia.
Sulla facciata si trovano lapidi commemorative, a sinistra di due defunti dedicate dalle famiglie, a destra c'è invece una lastra più elaborata con il ricordo dei caduti appartenenti alla parrocchia nel corso della Prima e Seconda Guerra Mondiale. Le due dediche appaiono realizzate in momenti diversi, dato che la prima reca data 6 luglio 1924.
I due prospetti laterali fanno intravedere il materiale non intonacato, realizzato con conci di aggregati lapidei irregolari, mattoni o pietre legate da malta. In ognuno dei due lati c'è una finestra e sporge una struttura che nell'interno corrisponde a una cappella. Sul lato destro la chiesa è aggregata alla canonica. Sempre a destra si trova il campanile a vela timpanato e con due campane inserite in monofore quadrangolari sormontate da un arco. L'abside è quadrangolare e priva di finestre.

### Interno
l'interno ad aula unica prevede l'originale soluzione della presenza di drappi rossi porpora che funzionano come lesene, scandendo gli spazi. Il presbiterio è rialzato di un gradino, ma l'intero pavimento è realizzato in graniglia. L'arco trionfale sul presbiterio è a tutto sesto. I muri sono intonacati a eccezione di quelli delle cappelle laterali, rivestiti in legno. Nella cappella di sinistra si trova un confessionale, mentre a destra un altare con tabernacolo in legno e statua della Madonna.